# Capul Williams
Capul Williams (70°30′S 164°9′E / 70.500°S 164.150°E; en:Cape Williams) este un cap de pământ acoperit cu gheață situat la estul sfârșitului Ghețarului Lillie, În Antarctica. A fost descoperit în februarie 1911, când nava Terra Nova a Expediției Tera Nova a explorat zonele de vest ale Capului de Nord.